# Mohamed Mehdi Bensaid
Pour les articles homonymes, voir Bensaid.
Mohamed Mehdi Bensaid, né le 26 octobre 1984 à Rabat (Maroc), est un homme politique marocain, ministre de la Jeunesse, de la Culture et de la Communication depuis octobre 2021 dans le gouvernement Akhannouch.
Membre du bureau politique du Parti authenticité et modernité (PAM), il dirige le parti au sein d'une direction collégiale tricéphale depuis 2024. 

## Biographie
Diplômé en Sciences Politiques et en Relations Internationales de l’Institut d’études politiques de Toulouse, ainsi qu’en Droit de l'université de Toulouse, il est également titulaire d’un master en affaires africaines de Sciences Po Paris, et en relations internationales à l’Institut de relations internationales et stratégiques à Paris.
Dans le domaine sportif, Mehdi Bensaid dirige l'équipe Ittihad Yacoub El Mansour situé à Rabat.
Mehdi Bensaid est marié et père de trois enfants.

## Carrière politique
Il a commencé sa carrière politique en 2008 en tant que président du Cercle des jeunes démocrates marocains, une association qui s'inscrit dans le projet entamé par le « Mouvement pour Tous les Démocrates » qui a été à l'origine de la création du Parti authenticité et modernité (PAM).
Président-fondateur du Cercle des jeunes démocrates marocains, il a inscrit le Maroc au Guinness Book des records à la suite du déploiement du plus grand drapeau du monde à Dakhla.
En 2011, il est élu à la Chambre des représentants du royaume du Maroc, puis devient président de la commission parlementaire des Affaires étrangères en 2014, devenant le plus jeune député à occuper un tel poste.
En 2014, il crée Entourage Production, une société de production cinématographique.
En juillet 2015, Mehdi Bensaid devient conseiller communal de Rabat et en 2014, il est élu président de l'Union des jeunes parlementaires africains (UJDA) pour un mandat de deux ans.
En 2019, il contribue à l'installation de l'entreprise Néo Motors.
Il est membre du Bureau politique du Parti authenticité et modernité (PAM) et se présente aux élections législatives de 2021 dans la circonscription « Rabat-Océan », où il est élu député. Bensaid obtient la deuxième place avec plus de 7 000 voix et s'octroie ainsi une place au parlement.

## Ministre de la culture
Le 7 octobre 2021, Mehdi Bensaid est nommé ministre de la Jeunesse, de la Culture et de la Communication par le roi Mohammed VI. Dès son arrivée au ministère de la Culture, il prend plusieurs mesures pour soutenir les troupes de théâtre, notamment en investissant dans 60 pièces de théâtre et en les diffusant sur la SNRT, ainsi qu'en travaillant sur l'ouverture de 150 salles de théâtre et de cinéma pour animer ces lieux et organiser des événements culturels.
Il s'intéresse également à la protection et la promotion des monuments historiques du Maroc et a mis en place une stratégie pour promouvoir la culture du livre auprès des enfants en créant des bibliothèques de proximité dans les quartiers et les universités, offrant ainsi des opportunités aux écrivains et éditeurs.
Concernant la jeunesse, Bensaid a rénové les maisons de jeunes pour en faire des espaces de création et de divertissement, avec des studios de gaming, d'enregistrement musical et des salles de spectacles. Son ministère a également établi des partenariats pour introduire les jeux électroniques et la programmation informatique dans les maisons de jeunes à travers le pays.